# Tostão
Tostão, właśc. Eduardo Gonçalves de Andrade (ur. 25 stycznia 1947 w Belo Horizonte) – brazylijski piłkarz, który występował na pozycji napastnika. Z reprezentacją Brazylii zwyciężył na Mistrzostwach Świata 1970. Reprezentant tego kraju na MŚ 1966.
Jak większość brazylijskich piłkarzy nosił przydomek podczas kariery piłkarskiej – Tostão oznacza małą monetę. Karierę seniorską rozpoczął od rocznego pobytu w América. Był napastnikiem grającym w Cruzeiro EC. Jest jej najskuteczniejszym piłkarzem w historii z 249 bramkami. Stworzył skuteczny atak z Pelém w reprezentacji Brazylii podczas wygranych dla Canarinhos Mistrzostw Świata w Meksyku w 1970. Po tym turnieju odszedł do CR Vasco da Gama, gdzie w 1973 zakończył karierę.
Od 1969 Tostão cierpiał na chorobę siatkówki, spowodowaną uderzeniem piłki w twarz podczas meczu z Corinthians Paulista. Kontuzja ta o mało co uniemożliwiłaby mu występ na Mundialu w 1970. W 1973 kontuzja odnowiła się i Tostão zdecydował się zakończyć piłkarską karierę w wieku 26 lat. Po zakończeniu kariery Tostão został lekarzem medycyny. Pracuje również jako dziennikarz w TV.